# Jack Perkins
Pour les articles homonymes, voir Perkins.
Jack Perkins est un acteur américain né le 19 septembre 1921 à Medford, dans le Wisconsin, et décédé le 7 mars 1998 à Van Nuys, en Californie (États-Unis).

## Filmographie
- 1966 : Made in Paris : Burly Man
- 1966 : Les Mystères de l'Ouest (The Wild Wild West), (série TV) - Saison 2 épisode 11, La Nuit du cadavre (The Night of the Ready-Made Corpse), de Irving J. Moore : Golo
- 1967 : The Fastest Guitar Alive : Burly Man
- 1968 : Un amour de Coccinelle (The Love Bug) : Conducteur
- 1968 : Star Trek (série télévisée) : épisode Sur les chemins de Rome : Le Maître des jeux
- 1969 : A Man Called Gannon (Un colt nommé Gannon) : Railroad lineman
- 1972 : The Daredevil : City Patrolman
- 1972 : On s'fait la valise, Doc ? (What's Up, Doc?) de Peter Bogdanovich : Jewel Thief
- 1972 : Les Poulets (Fuzz) : Parks Commissioner Cooper
- 1972 : The Limit : Drunk
- 1973 : Nightmare Honeymoon : Carl
- 1973 : L'Invasion des femmes abeilles (Invasion of the Bee Girls) : Barney Bradford
- 1974 : Le shérif est en prison (Blazing Saddles) : Tomato Man
- 1974 : La Révolte des abeilles (en) (Killer Bees) (TV) : Salesman
- 1974 : Bank Shot de Gower Champion : Bank Guard
- 1976 : Freaky Friday : Car Cop
- 1976 : Nickelodeon : Michael Gilhooley
- 1977 : Flush
- 1977 : Lâchez les bolides (Grand Theft Auto) : Shadley
- 1977 : Ruby de Curtis Harrington : Avery
- 1979 : The North Avenue Irregulars : Charlie, Harry the Hat's Bouncer
- 1979 : Le Retour du gang des chaussons aux pommes (The Apple Dumpling Gang Rides Again) : Junction City Town Drunk
- 1979 : Pour l'amour du risque (Hart to Hart) (TV) : Poker Player #1
- 1980 : The Happy Hooker Goes Hollywood (en) : Drunk conventloner
- 1980 : La Coccinelle à Mexico (Herbie Goes Bananas) : Loud American
- 1982 : Les Croque-morts en folie (Night Shift) de Ron Howard : Tuttle